# 昂沙斯特赖
昂沙斯特赖（法語：Enchastrayes，法語發音：[ɑ̃ʃastʁaj]）是法国上普罗旺斯阿尔卑斯省的一个市镇，位于该省东北部，阿尔卑斯山深处，属于巴瑟洛内特区。

## 地理
昂沙斯特赖（44°22'3"N, 6°41'43"E）面积44.19 平方千米，位于法国普罗旺斯-阿尔卑斯-蓝色海岸大区上普罗旺斯阿尔卑斯省，该省份为法国东南部内陆省份，北起上阿尔卑斯省，西接沃克吕兹省，西北接德龙省，南至瓦尔省，东临滨海阿尔卑斯省，东北部与意大利接壤。
与昂沙斯特赖接壤的市镇（或旧市镇、城区）包括：巴瑟洛内特、福孔德巴瑟洛内特、若西耶、于韦尔内富尔。
昂沙斯特赖的时区为UTC+01:00、UTC+02:00（夏令时）。

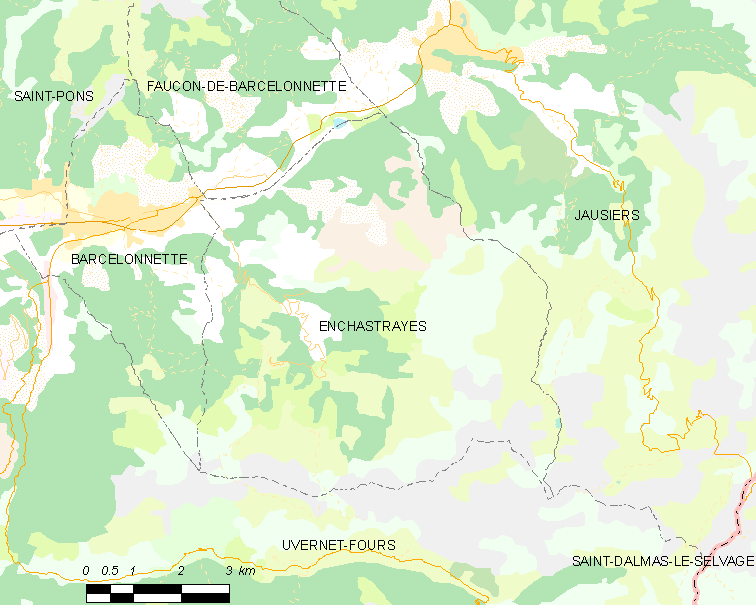
昂沙斯特赖的OSM定位图

## 行政
昂沙斯特赖的邮政编码为04400，INSEE市镇编码为04073。

## 政治
昂沙斯特赖所属的省级选区为巴瑟洛内特县。

## 交通
上普罗旺斯阿尔卑斯省省道D209线经过境内。

## 人口

1962-2008年间昂沙斯特赖人口变化图示

昂沙斯特赖于2022年1月1日时的人口数量为397人。